# 87P/Bus
87P/Bus, o cometa Bus, è una cometa periodica scoperta il 2 marzo 1981 dall'astronomo statunitense Schelte John Bus. La cometa fa parte della famiglia delle comete gioviane.
Il suo periodo di circa 6 anni e mezzo fa sì che solo un passaggio al perielio su due sia ben osservabile dalla Terra. La cometa ha avuto un lungo passaggio ravvicinato col pianeta Giove nella prima parte del 1952.